# Stazione di Gavinana
La stazione di Gavinana era una stazione ferroviaria, della Ferrovia Alto Pistoiese, linea a gestione privata operante sulla Montagna pistoiese, nel comune di San Marcello Piteglio.

## Caratteristiche
La stazione, una delle più grandi della linea, era ubicata nella parte bassa e meridionale del paese. Era composta da un fabbricato viaggiatori su due livelli, con affiancati il magazzino merci e il piano caricatore. Sul fronte dell'edificio che ospitava il fabbricato viaggiatori si conserva l'insegna in conglomerato cementizio con il nome della stazione e lo stemma decorato originario della ferrovia.
Era dotata di due binari per lo scambio dei treni e due binari tronchi di cui con asta di manovra nel lato est del piazzale.

## Storia
Fu inaugurata il 21 giugno 1926, insieme all'apertura della ferrovia FAP ed ha svolto servizio fino al 30 settembre 1965, data dell'ultima corsa dei convogli.
Dopo un periodo di abbandono, la stazione è stata completamente restaurata ed attualmente versa in un eccellente stato di conservazione, seppur abbia perso tutte le sue funzioni. Ospita infatti un pub, ristorante e pizzeria, con ingressi principali dal precedente sedime ferroviario.